# Diospyros boala
Diospyros boala är en tvåhjärtbladig växtart som beskrevs av De Wild. Diospyros boala ingår i släktet Diospyros och familjen Ebenaceae. Inga underarter finns listade i Catalogue of Life.